# Cesta slepých ptáků
Cesta slepých ptáků je název prvního dílu a obvykle i celé sci-fi trilogie českého spisovatele Ludvíka Součka. Volně navazuje na román Julese Verna Cesta do středu Země a formou sbírky rozhovorů a reportáží popisuje kontakt s mimozemskou civilizací. Prvý díl vyšel v roce 1964, druhý léta 1967 a třetí roku 1968. Ilustrátorem byl Kamil Lhoták. Romány vycházejí z dobových reálií šedesátých let 20. století, v nichž se také odehrávají.

## Děj

### Cesta slepých ptáků
Lékař Jiří Kameník, jehož vášnivým koníčkem jsou brouci z tribu Leptoderini, operuje islandského psychiatra Gudmundura Bjelkeho s akutním zánětem slepého střeva. Oba lékaři se spřátelí, a Bjelke se za Kameníkovu péči odvděčí zasláním několika islandských exemplářů Leptoderinů, které nasbíral jeho přítel, horský a jeskynní průvodce Leif Thorgunn. Ačkoliv všechny nálezy pocházejí ze stejného místa, kráteru Sneffels, vypadají, že patří k různým, dosud neznámým druhům. Když přijede Bjelke na dvouměsíční pracovní návštěvu, Kameník tak má možnost s ním tuto entomologickou záhadu probrat. Během Bjelkeho návštěvy se oba lékaři přou, zda Island navštívil spisovatel Jules Verne; Kameník, který informace čerpal z několika spisovatelových životopisů, tvrdí, že Verne Island nikdy nenavštívil, zatímco Bjelke má za to, že Hans Bjelke, literární průvodce hlavního hrdiny románu Cesta do středu Země, který údajně sestoupil do středu Země právě kráterem Sneffelsu, je jeho dědeček. Kameník a Bjelke pátrají po dalších stopách Vernovy přítomnosti na Islandu a důvodech, proč by Verne tamější návštěvu tajil. Jako důkaz jim poslouží Vernův deník, ve kterém chybí několik listů; poslední záznamy jsou zjevně vymazány.
V doprovodu Leifa Thorgunna a fotografky Aleny Králové se Kameník s Bjelkem vypraví na průzkum do kráteru Sneffels. V kráteru objeví vchod do jeskynního systému, zvaného „Díra sv. Patrika“. Zde objeví slepého ptáka, zvláštní, v každém případě neislandský ornament vytesaný do skály a vyložený neznámým radioaktivním kovem; ten představuje první stopu, že Island navštívila mimozemská civilizace a právě její stopy nalezl i Jules Verne při své výpravě na Island. Ze strachu před zneužitím objevů se pak pokoušel svůj nález a návštěvu Islandu vůbec utajit. Poté, co se hrdinové zotaví z lehké formy nemoci z ozáření, vypraví se čtveřice do Díry sv. Patrika znovu. Sestoupí komínem do hloubi jeskyně, kde nalezne další doklady mimozemské návštěvy: sochy obyvatel Islandu v dobovém oblečení z 18. století, zhotovené z neznámé hmoty, obrazovky s promítáním mimozemského života, a Černou chobotnici, mimozemské stvoření. Při manipulaci s hlavolamem vytesaným do skály se jim podaří vypustit létající talíř, který z vrcholu Scartaris vzlétne do neznáma.

### Runa Rider
V průzkumu jeskyní pod Sneffelsem pokračuje mezinárodní expedice. Dr. Bjelkemu se dostanou do ruky materiály, které naznačují že Vikingové mohli doplout až do jižní Ameriky, a založit zde osadu. Spolu s Leifem Thorgunnem se tedy vypraví do Brazílie, do pralesů v povodí řeky Xingu pátrat po „bílých Indiánech“.
Badatelům pátrajícím pod Sneffelsem po zmizelé Černé chobotnici se podaří objevit jeskyni skrývající zlatý poklad Vikingů. Dr. Bjelke a Leif Thorgunn v Brazílii sice „bílé Indiány“ nenajdou, ale místní domorodci je dovedou na místo, které identifikují jako kopii královského pohřebiště v dánském Jellingu. Vikingský původ sídliště potvrzuje runový kámen i nález zlatého rohu s vikingskou výzdobou; ukáže se, že nálezy z Islandu a Brazílie spolu úzce souvisí.
Z nálezů se podaří složit tento příběh: Mocný jarl Ottar (jehož symbolem, identifikovaným na nalezených předmětech, byla runa „rider“ – odtud název knihy) upadl kdysi v nevoli krále Erika a musel uprchnout ze svého sídla v Nidarosu. Nejprve úspěšně plenil pobřeží Francie, pak na několik let zmizel ze světa, aby se náhle objevil na dvoře anglického krále Alfréda Velikého. Pak opět na několik let mizí, aby se znovu objevil v severní Francii, kde založí panství a on i jeho potomci přijmou křest. Nálezy z Islandu a Brazílie ukazují, že zřejmě o tehdy liduprázdném Islandu věděl a po útěku z Nidarosu se zde zastavil a ukryl zde rodový majetek. O několik let později, když se k Islandu vypravil znovu, ostrov zřejmě minul a doplul k pustému pobřeží severní Ameriky; podél něj plul na jih a dospěl až do povodí Amazonky, kde založil osadu. Tady ale o něco později narazil na mimozemšťany, kteří zde zřejmě nouzově přistáli; ti jej vyplašili a Ottar se s částí svých lidí vrátil zpět na Island a do Evropy. Netušil však, že jej mimozemšťané sledují. Na Islandu pod Sneffelsem tak našli vhodné místo, které jim posloužilo jako základna. Zároveň důkazy ukáží, že část Vikingů, které Ottar zanechal v Brazílii, s sebou mimozemšťané vzali při odletu ze Země.
Na Marsu v oblasti Solis Lacus (Sluneční jezero) je identifikována síť kanálů vytvářející runu „rider“. Připravuje se výprava na Mars.

### Sluneční jezero
Na základě předchozích objevů je vyslána expedice na Mars. Jedním ze čtyř členů expedice je i doktor Kameník. Vesmírná loď Rider úspěšně přistane na Marsu a posádka zahájí průzkum, po několika dnech na povrchu však dojde k přerušení už tak špatného spojení se Zemí a loď je od té doby považována na Zemi za ztracenou. Po několika měsících zhruba v době plánovaného návratu na Zemi je loď znenadání objevena na himálajském ledovci Khumbu, kde zřejmě nouzově přistála.
Výprava na Marsu objevila vikingskou kolonii a navázala kontakt s mimozemšťany, byť nepřímý, skrz „mluvící přístroj“. Mimozemšťané žádají kosmonauty, aby dopravili Vikingy zpátky na Zemi, jelikož oni je nemohou dále podporovat, samotným jim dochází zásoby a musí proto odletět domů, kamsi do zevního okruhu Sluneční soustavy; sami k Zemi letět nemohou. Zároveň Pozemšťany varují, že musí odletět rychle, neboť jejich lodi hrozí zničení deštěm kamenů. Ti namítají, že na okamžitý start nemají dostatek pohonných hmot, mimozemšťané jim proto nabídnou, že jejich loď je vynese na orbitu, čímž Rider ušetří významné množství paliva. Vikingy není lehké k opuštění kolonie přesvědčit, při bouřlivých jednáních zahyne velitel posádky Rideru, na vikingské straně pak jarl a velekněz. Zbylí Vikingové se nakonec nechají přesvědčit; další člen posádky Rideru se rozhodne dobrovolně zůstat na Marsu se zbytkem Vikingů z kolonie, aby bylo možno přepravit zpět na Zemi více lidí. Start se za pomoci mimozemské lodi zdaří, zpáteční cesta je bez potíží, problémem je ale přistání; původně plánované přistání na moři není možné, kvůli technickým problémům i Vikingům, kteří potřebují pro přežití podmínky (tlak a složení vzduchu) podobné jako měli na Marsu, tedy zhruba odpovídající vysokým horám. Proto je nakonec zvoleno přistání v Himálaji, na ledovci.
K zachráně lidí z Rideru je zorganizováno několik horolezeckých expedic, nakonec uspěje výprava spoluorganizovaná Leifem Thorgunnem a dr. Bjelkem; přežijí i tři ze čtyř Vikingů převážených Riderem.
Po nějaké době se dr. Kameník chystá opět na Island a připravuje se i akce Rider II.

## Česká vydání
- 1. vydání
  - Cesta slepých ptáků, Praha: SNDK, 1964
  - Runa Rider, Praha: SNDK, 1967
  - Sluneční jezero, Praha: SNDK, 1968
- 2. vydání
  - Cesta slepých ptáků / Runa Rider, Praha: Albatros, 1976
  - Sluneční jezero, Praha: Albatros, 1976
- 3. vydání
  - Cesta slepých ptáků / Runa Rider / Sluneční jezero, Praha: Albatros, 1989
- 4. vydání
  - Cesta slepých ptáků, Praha: Baronet, 1999, ISBN 80-7214-168-6
  - Runa Rider / Sluneční jezero, Praha: Baronet, 1999, ISBN 80-7214-216-X
- 5. vydání
  - Cesta slepých ptáků, Praha: Baronet, 2006, ISBN 80-7214-919-9
  - Runa Rider, Praha: Baronet, 2007, ISBN 978-80-7214-968-1
  - Sluneční jezero, Praha: Baronet, 2007, ISBN 978-80-7214-969-8
- 6. vydání
  - Cesta slepých ptáků / Runa Rider, Třebíč: Akcent, 2012, ISBN 978-80-7268-413-7
  - Sluneční jezero nebylo vydáno

## Rozhlasová dramatizace
Cesta slepých ptáků se roku 2007, péčí Petra Mandela, dočkala rozhlasové úpravy: její tvůrce mírně modifikoval syžet z časopisové reportáže předlohy do podoby rozhlasové rekonstrukce, zasazené do populárně vědeckého pořadu Otazníky 21. století. 12. dubna 2008 ji premiérově odvysílala Dvojka Českého rozhlasu a léta 2018 vydala Radiotéka (formát MP3); režii měl Vladimír Rusko, dramaturgii zastala Václava Ledvinková. Účinkovali Robert Tamchyna, Jaromír Meduna, Ilona Svobodová, Jan Novotný, Jiří Schwarz, Svatopluk Schuller, Ernesto Čekan, Alois Švehlík, David Novotný, Jan Tůma, Marcel Grün a další.

## Film
V roce 2012 vznikl také pokus o zfilmování tohoto díla v režii Pavla Jandourka.